# Discografia dei Backstreet Boys

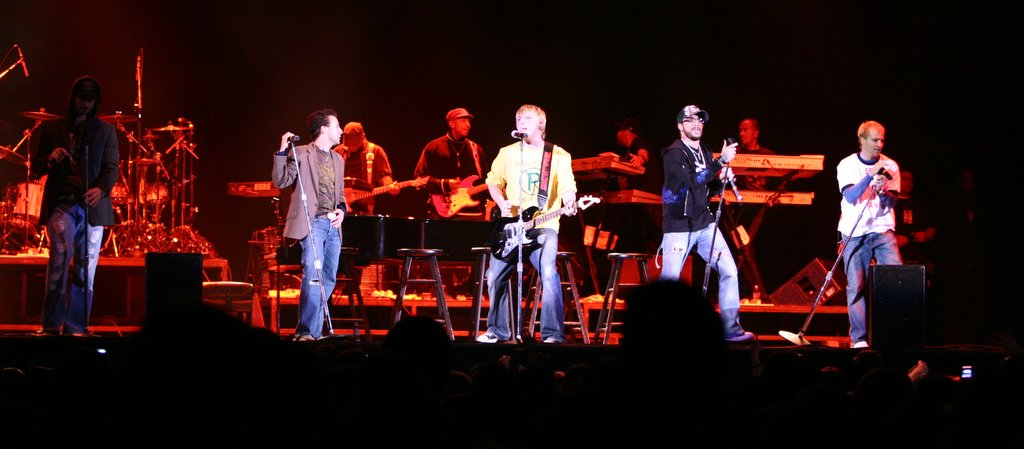
I Backstreet Boys durante un concerto

Questa è la discografia che documenta tutti gli album e i singoli pubblicati dalla band statunitense dei Backstreet Boys. Il gruppo ha venduto più di 130 milioni di dischi in tutto il mondo (120 milioni solo contando gli album e la raccolta).

## Album

### Album in studio
| Anno | Titolo                                                                        | Classifiche | Classifiche | Certificazioni                |
| Anno | Titolo                                                                        | USA         | UK          | Certificazioni                |
| ---- | ----------------------------------------------------------------------------- | ----------- | ----------- | ----------------------------- |
| 1996 | Backstreet Boys - Pubblicato: 6 maggio 1996 - Vendite mondiali: 10 milioni    | 4           | 12          | - UK: Oro - USA: Diamante     |
| 1997 | Backstreet's Back - Pubblicato: 30 agosto 1997 - Vendite mondiali: 28 milioni | —           | 2           | - UK: Oro                     |
| 1999 | Millennium - Pubblicato: 18 maggio 1999 - Vendite mondiali: 40 milioni        | 1           | 2           | - UK: Platino - USA: Diamante |
| 2000 | Black & Blue - Pubblicato: 21 novembre 2000 - Vendite mondiali: 24 milioni    | 1           | 13          | - UK: Oro - USA: Platino (8)  |
| 2005 | Never Gone - Pubblicato: 14 giugno 2005 - Vendite mondiali: 20 milioni        | 3           | 11          | - UK: Oro - USA: Platino      |
| 2007 | Unbreakable - Pubblicato: 30 ottobre 2007 - Vendite mondiali: 2 milioni       | 7           | 21          |                               |
| 2009 | This Is Us - Pubblicato: 6 ottobre 2009 - Vendite mondiali: 1.500.000         | 9           | 39          |                               |
| 2013 | In a World like This - Pubblicato: 30 luglio 2013 - Vendite mondiali: 800.000 | 5           | 16          |                               |
| 2019 | DNA - Pubblicato: 25 gennaio 2019                                             | 1           | 7           |                               |

### Raccolte
| Anno | Titolo                                                                                   | Classifiche | Classifiche | Certificazioni               |
| Anno | Titolo                                                                                   | USA         | UK          | Certificazioni               |
| ---- | ---------------------------------------------------------------------------------------- | ----------- | ----------- | ---------------------------- |
| 2001 | Greatest Hits: Chapter One - Pubblicato: 30 ottobre 2001 - Vendite mondiali: 10 milioni+ | 4           | 5           | - UK: Platino - USA: Platino |

## Singoli
| Anno | Titolo                                          | Classifiche | Classifiche | Classifiche | Classifiche | Album di provenienza              |
| Anno | Titolo                                          | USA         | USA Adult   | UK          | GER         | Album di provenienza              |
| ---- | ----------------------------------------------- | ----------- | ----------- | ----------- | ----------- | --------------------------------- |
| 1995 | We've Got It Goin' On                           | 69          | —           | 3           | 4           | Backstreet Boys                   |
| 1996 | Get Down (You're the One for Me)                | —           | —           | 14          | 5           | Backstreet Boys                   |
| 1997 | Anywhere for You                                | —           | —           | 4           | 3           | Backstreet Boys                   |
| 1997 | Quit Playing Games (With My Heart)              | 2           | 2           | 2           | 1           | Backstreet Boys Backstreet's Back |
| 1997 | As Long as You Love Me                          | —           | —           | 3           | 3           | Backstreet's Back                 |
| 1997 | Everybody (Backstreet's Back)                   | 4           | —           | 3           | 2           | Backstreet Boys Backstreet's Back |
| 1997 | I'll Never Break Your Heart                     | 35          | 1           | 8           | 5           | Backstreet Boys Backstreet's Back |
| 1998 | All I Have to Give                              | 5           | —           | 2           | 8           | Backstreet Boys Backstreet's Back |
| 1999 | I Want It That Way                              | 6           | 1           | 1           | 1           | Millennium                        |
| 1999 | Larger Than Life                                | 25          | —           | 5           | 5           | Millennium                        |
| 2000 | Show Me the Meaning of Being Lonely             | 6           | 2           | 3           | 3           | Millennium                        |
| 2000 | The One                                         | 30          | 15          | 8           | 15          | Millennium                        |
| 2000 | Shape of My Heart                               | 9           | 2           | 4           | 2           | Black & Blue                      |
| 2001 | The Call                                        | 52          | —           | 8           | 17          | Black & Blue                      |
| 2001 | More than That                                  | 27          | 6           | 12          | 25          | Black & Blue                      |
| 2001 | Drowning                                        | 28          | 6           | 4           | 11          | Greatest Hits: Chapter One        |
| 2005 | Incomplete                                      | 13          | 4           | 8           | 3           | Never Gone                        |
| 2005 | Just Want You to Know                           | 70          | 35          | 8           | 20          | Never Gone                        |
| 2005 | Crawling Back to You                            | —           | 21          | —           | —           | Never Gone                        |
| 2005 | I Still...                                      | —           | —           | —           | 45          | Never Gone                        |
| 2007 | Inconsolable                                    | 86          | 26          | —           | 17          | Unbreakable                       |
| 2008 | Helpless When She Smiles                        | —           | —           | —           | 34          | Unbreakable                       |
| 2009 | Straight Through My Heart                       | 106         | —           | 72          | 22          | This Is Us                        |
| 2009 | Bigger                                          | —           | —           | —           | —           | This Is Us                        |
| 2013 | In a World like This                            | 5           | —           | 16          | 3           | In a World like This              |
| 2013 | Madeleine                                       | —           | —           | —           | —           | In a World like This              |
| 2013 | Show 'Em (What You're Made Of)                  | —           | —           | —           | —           | In a World like This              |
| 2018 | Don't Go Breaking My Heart                      | —           | —           | —           | —           | DNA                               |
| 2018 | Chances                                         | —           | —           | —           | —           | DNA                               |
| 2019 | No Place                                        | —           | —           | —           | —           | DNA                               |
| 2019 | Breathe                                         | —           | —           | —           | —           | DNA                               |
| 2019 | Let It Be Me (Steve Aoki feat. Backstreet Boys) | —           | —           | —           | —           | Neon Future IV                    |

## Video
- 1998 The Video
- 1998 Live in Concert
- 1998 All Access Video (#1 U.S. debutto) (6x Platino) (1.5 milioni copie)
- 1998 A Night Out With the Backstreet Boys (#1 U.S. debutto) (3x Platino) (.75 milioni copie)
- 1999 Homecoming – Live in Orlando (#1 U.S. debutto) (3x Platino) (.75 milioni copie)
- 2001 Around the World (#1 U.S. debutto) (Platino) (.25 milioni copie)
- 2001 The Hits (#1 U.S. debutto) (Platino) (.25 milioni copie)
- 2005 Never Gone: The Videos